# Aidan Gillen
Aidan Gillen, pseudonimo di Aidan Murphy (Dublino, 24 aprile 1968), è un attore irlandese.
È noto principalmente per il suo ruolo di Petyr Baelish (Ditocorto) nella serie tv Il Trono di Spade.

## Biografia
Aidan Gillen ha debuttato in Irlanda come attore teatrale, ma ha raggiunto la popolarità come protagonista dei telefilm Queer as Folk e The Wire. Dal 2010 al 2011 ha lavorato nella serie televisiva irlandese Love/Hate, nel ruolo di John Boy. Ha inoltre collaborato come protagonista nel video musicale Ekki Mùkk del gruppo islandese Sigur Rós e nel video A hero's death del gruppo irlandese Fontaines D.C..
Dal 2011 al 2017 è comparso nella serie televisiva HBO Il Trono di Spade nel ruolo di Petyr Baelish. Nel 2015 ha affiancato il collega Tom Vaughan-Lawlor con cui ha precedentemente lavorato in Love/Hate e nella miniserie irlandese  Charlie. In seguito ha interpretato Janson nel film Maze Runner - La fuga. Nel film del 2018 Bohemian Rhapsody interpreta John Reid, manager dei Queen. Nel 2021 interpreta l'assassino psicopatico Jack Blackwell nel film Quelli che mi vogliono morto di Taylor Sheridan al fianco di Angelina Jolie.

### Vita privata
È stato sposato dal 2001 al 2014 con Olivia O'Flanagan, da cui ha avuto due figli. 
Dal 2014 ha una relazione con Camille O'Sullivan.

## Filmografia parziale

### Cinema
- La segreta passione di Judith Hearne (The Lonely Passion of Judith Hearne), regia di Jack Clayton (1987)
- Il corriere (The Courier), regia di Frank Deasy e Joe Lee (1988)
- Amiche (Circle of Friends), regia di Pat O'Connor (1995)
- Una scelta d'amore (Some Mother's Son), regia di Terry George (1996)
- Soho (Mojo), regia di Jez Butterworth (1997)
- Buddy Boy, regia di Mark Hanlon (1999)
- The Low Down, regia di Jamie Thraves (2000)
- My Kingdom, regia di Don Boyd (2001)
- The Final Curtain, regia di Patrick Harkins (2002)
- 2 cavalieri a Londra (Shanghai Knights), regia di David Dobkin (2003)
- Burning the Bed, regia di Denis McArdle – cortometraggio (2003)
- Photo Finish, regia di Douglas McFerran (2003)
- Trouble with Sex, regia di Fintan Connolly (2005)
- Blackout, regia di Rigoberto Castañeda (2008)
- 12 Round (12 Rounds), regia di Renny Harlin (2009)
- Treacle Jr., regia di Jamie Thraves (2010)
- Wake Wood, regia di David Keating (2011)
- Blitz, regia di Elliott Lester (2011)
- Doppio gioco (Shadow Dancer), regia di James Marsh (2012)
- Il cavaliere oscuro - Il ritorno (The Dark Knight Rises), regia di Christopher Nolan (2012)
- Mister John, regia di Joe Lawlor e Christine Molloy (2013)
- Beneath the Harvest Sky, regia di Aron Gaudet e Gita Pullapilly (2013)
- Calvario (Calvary), regia di John Michael McDonagh (2014)
- Still, regia di Simon Blake (2014)
- Maze Runner - La fuga (Maze Runner: The Scorch Trials), regia di Wes Ball (2015)
- You're Ugly Too, regia di Mark Noonan (2015)
- Sing Street, regia di John Carney (2016)
- King Arthur - Il potere della spada (King Arthur: Legend of the Sword), regia di Guy Ritchie (2017)
- The Lovers, regia di Azazel Jacobs (2017)
- Maze Runner - La rivelazione (Maze Runner: The Death Cure), regia di Wes Ball (2018)
- Bohemian Rhapsody, regia di Bryan Singer (2018)
- Rose Plays Julie, regia di Joe Lawlor e Christine Molloy (2019)
- Quelli che mi vogliono morto (Those Who Wish Me Dead), regia di Taylor Sheridan (2021)
- Prima danza, poi pensa. Alla ricerca di Beckett (Dance First), regia di James Marsh (2023)

### Televisione
- Queer as Folk – serie TV, 10 episodi (1999-2000)
- The Darkling, regia di Po-Chih Leong – film TV (2000)
- Lorna Doone, regia di Mike Barker – film TV (2000)
- Dice, regia di Rachel Talalay – miniserie TV (2001)
- First Communion Day, regia di John Dower – film TV (2002)
- Poirot (Agatha Christie's Poirot) – serie TV, episodio 9x01 (2003)
- Law & Order - Il verdetto (Law & Order: Trial by Jury) – serie TV, episodio 1x03 (2005)
- The Last Detective – serie TV, episodio 3x04 (2005)
- Walk Away and I Stumble, regia di Nick Hurran – film TV (2005)
- The Wire – serie TV, 35 episodi (2004-2008)
- Freefall, regia di Dominic Savage – film TV (2009)
- Identity – serie TV, 6 episodi (2010)
- Il Trono di Spade (Game of Thrones) – serie TV, 41 episodi (2011-2017)
- Love/Hate – serie TV, 10 episodi (2010-2011, 2013)
- Mayday, regia di Brian Welsh – miniserie TV (2013)
- Charlie, regia di Kenneth Glenaan e Charlie McCarthy – miniserie TV (2015)
- Quantum Break – serie TV, 4 episodi (2016)
- Peaky Blinders – serie TV, 10 episodi (2017-2019)
- Project Blue Book – serie TV, 20 episodi (2019-2020)
- Kin – serie TV, 8 episodi (2021-in corso)
- Mayor of Kingstown – serie TV, 10 episodi (2021-in corso)
- That Dirty Black Bag – serie TV (2022) Regia di Mauro Aragoni

### Videoclip
- A Hero's Death dei Fontaines D. C. - Georgie Barnes
- Ekki múkk dei Sigur Rós

### Videogiochi
- Quantum Break (2016)

## Doppiatori italiani
Nelle versioni in italiano delle opere in cui ha recitato, Aidan Gillen è stato doppiato da:
- Massimo De Ambrosis ne Il Trono di Spade, Calvario, Maze Runner - La rivelazione, Project Blue Book, Killers of the Cosmos, Mayor of Kingstown
- Riccardo Niseem Onorato in Queer as Folk, Il cavaliere oscuro - Il ritorno, Poirot
- Alessandro Quarta in Doppio gioco, Maze Runner - La fuga, Prima danza poi pensa - Alla ricerca di Beckett
- Riccardo Rossi in Due cavalieri a Londra, Peaky Blinders
- Giorgio Borghetti in King Arthur - Il potere della spada, Quelli che mi vogliono morto
- Alessio Cigliano in Blitz, Sing Street
- Francesco Bulckaen in Dice
- Alessandro Rigotti in The Wire
- Luca Sandri in 12 Round
- Federico Danti in Quantum Break
- Sergio Lucchetti in Bohemian Rhapsody